# Бараннік Юрій Іванович
Юрій Іванович Бараннік (18 листопада 1954 — 6 листопада 2019) — український художник, галерист, урбаніст. Просвітник, менеджер культурних подій. Засновник галереї сучасного мистецтва у Запоріжжі, всеукраїнського фестивалю ленд-арту «Хортиця». Популяризатор конструктивізму Запоріжжя, засновник музею цього напряму.

## Біографія
Народився у Новосибірську в 1954 році. У школі Юрій зібрав музичний гурт, писав пісні, музику (зокрема вальс). Гурту допомагав і курирував його Олег Іванов, який також давав Юрію уроки композиції.
У 1973 році вступив до Новосибірського електротехнічного інституту і здобув освіту інженера системотехніка з ухилом на інформаційних технологіях. У 1977 році почав працювати у Тольятті на Волзькому автозаводі. У 1993 році приїхав до Запоріжжя, працював у науково-дослідному інституті, «Дніпроенерго»; з 1990-х — приватний підприємець.
Юрій помер 6 листопада 2019. Простились із ним 8 листопада.

## Мистецька та просвітницька діяльність

### Галерея
У 2006 році відкрив некомерційну галерею «Lenin» у власній квартирі. Юрій намагався піднімати культурний рівень Запоріжжя, повагу до архітектури міста, толерантності до мистецтва. Станом на 2018 рік у галереї було проведено біля 400 заходів — виставок, лекцій, презентацій, квартирників тощо У 2015 за підтримки USAID був проведений проект «Амбасадор рідного міста» з підготовки екскурсоводів та маршрутів для екскурсій по Запоріжжю.
Юрій був ініціатором проекту «Історичні локації», що включав чотири фестиваля у чотирьох місцях із виставками, екскурсіями, лекціями для жителів і гостей міста. Цей проект був реалізований галереєю Barannik і Запорізьким науковим товариством ім. Я. Новицького за фінансової підтримки USAID. Перший фестиваль пройшов в урочищі Сагайдачного, другий — біля Круглого будинку.
Весною 2016 в галереї стартував проект міні-доповідей в форматі «Печа-куча», літом були проведені вуличні виставки, а осінню 2016 — «Естетські суботи», коли кожні вихідні проводились декілька лекцій. У 2017 у галереї також стартував проект міні-доповідей в форматі «Печа-куча».
З метою популяризації цікавих місць Запоріжжя у 2018 році в галереї відкрився туристичний інформаційний центр.
У 2016 році в рамках декомунізації галерея була перейменована у «Barannik». У галереї виставлялись багато сучасних українських художників, вона стала однією з найвідоміших галерей Запоріжжя.

### Ленд-арт фестиваль
З 2008 року організовував фестиваль ленд-арту, який проводився навесні у різних місцях острова Хортиця та біля нього. Серед місць проведення були Совутина балка, курган біля Музею історії запорозького козацтва, Вирва, туристичний пляж, скеля Отара на правому березі біля аркового моста, урочище Сагайдачного. В певні роки місце не було відоме до початку заходу задля імпровізації митців.

### Конструктивізм
З 2013 року займався просвітою у сфері мистецтва та архітектури. Крім лекцій та екскурсій, щороку проводив в галереї осінні «Тижні конструктивізму». У квітні 2017 року створив в галереї Музей конструктивізму. Юрій, разом з однодумцями (зокрема Наталією Лобач, Євгенією Губкіною), заново відкривав для запорожців архітектурну цінність конструктивістського Соцмістечка (6-го селища). В листопаді 2017 Юрій був одним з організаторів міжнародної конференції «Універсальність явищ запорізького модернізму і школи Баухаус. Проблеми збереження модерністської спадщини». Конференція проходила у рамках масштабного проекту «Bauhaus ‒ Zaporizhzhia», який також включав виставку архівних фото і відео у галереї «Barannik», проект «Моє Соцмісто» від ГО «Місто-сад», а також воркшоп із ревіталізації мікрорайону. На конференції було переконливо продемонстровано універсальність архітектури модернізму у світовому контексті (зокрема, спорідненість запорізького конструктивізму та німецької школи Баухаус), підкреслено надзвичайну історичну та культурну цінність запорізького Соцміста.

### Урбанізм
Юрій відстоював ідеї залучення жителів Запоріжжя до управління містом; представництва різних груп містян за їх інтересами, але не за радянським принципом місця роботи, як це реалізовано у Запоріжжі, коли окремими регіонами міста опікуються великі підприємства. Наголошував на необхідності облаштування повноцінної пішохідної набережної у місті від порту до центрального пляжу.
Юрій брав участь у раді з розробки коду місту щодо культурного та паркового середовища Запоріжжя (скульптури, пам'ятники). Однією з рекомендацій Юрія є те, щоб у Запоріжжі має бути додано багато нових пам'ятників, що представляють, серед іншого, сучасне мистецтво, туристичну скульптуру. Іншою рекомендацією є збереження та облаштування нових фонтанів з огляду на клімат міста.